# (465) Алекто
(465) Алекто (др.-греч. Ἀληκτώ) — небольшой астероид главного пояса, который был открыт 13 января 1901 года немецким астрономом Максом Вольфом в обсерватории Хайдельберг в Германии и назван в честь Алекто, богини мщения в древнегреческой мифологии.